# César Montes Agüera
César Jesús Montes Agüera (geboren am 6. Januar 1975 in Córdoba) ist ein spanischer Handballtrainer und ehemaliger Handballspieler.

## Vereinskarriere
Montes begann mit dem Handball in seinem Geburtsort bei Córdoba Balonmano. Ab dem Jahr 1996 stand er bei Club Balonmano Pozoblanco unter Vertrag, mit dem er in seinem ersten Jahr den Aufstieg aus der División de Honor Plata in die Liga Asobal erreichte. Während der Saison 1997/1998 wechselte er zum Ligakonkurrenten Club Balonmano Altea. 1998/1999 spiele er bei Club Balonmano Cangas, ab 1999 für Club Balonmano Valladolid. Im Jahr 2004 wechselte er aus Valladolid zum Verein Balonmano Ciudad de Almería. Im Jahr 2006 beendete er seine aktive Karriere.
Mit dem Team aus Valladolid nahm er an europäischen Vereinswettbewerben teil.

## Auswahlmannschaften
Er stand im November 1994 zwei Mal im Aufgebot der spanischen Juniorennationalmannschaft, dabei warf er ein Tor.

## Trainer
Von 2008 bis 2009 trainierte er das Team Adesal, anschließend bis 2013 ARS Palma del Río. Von 2014 bis 2019 war er Trainer des BM Guadalajara. Seit Mai 2019 ist er Co-Trainer der spanischen Nationalmannschaft der Männer. Mit der spanischen Olympiaauswahl gewann er die Bronzemedaille bei den Olympischen Spielen 2024.